# Cinquième circonscription de l'Eure
La cinquième circonscription de l'Eure est l'une des cinq circonscriptions législatives que compte le département français de l'Eure (27), situé en région Normandie.
Elle est représentée à l'Assemblée nationale, lors de la XVIe législature de la Cinquième République, par Timothée Houssin, député du Rassemblement national.

## Description géographique et démographique
La cinquième circonscription de l'Eure est délimitée par le découpage électoral de la loi no 86-1197 du 24 novembre 1986. Elle regroupe les divisions administratives suivantes :
- Canton des Andelys,
- Canton de Gaillon (en partie, avec la quatrième circonscription),
- Canton de Gisors,
- Canton de Pacy-sur-Eure (en partie, avec la première circonscription),
- Canton de Romilly-sur-Andelle,
- Canton de Val-de-Reuil (en partie, avec la quatrième circonscription),
- Canton de Vernon.

Anciens cantons :
- Canton d'Écos,
- Canton d'Étrépagny,
- Canton de Fleury-sur-Andelle,
- Canton de Lyons-la-Forêt,
- Canton de Vernon-Nord,
- Canton de Vernon-Sud.

D'après le recensement général de la population en 1999, réalisé par l'Institut national de la statistique et des études économiques (INSEE), la population totale de cette circonscription est estimée à 114 704 habitants,.

## Historique des députations
| Législature | Début de mandat | Fin de mandat  | Député                 | Parti politique | Observations                                                                           |
| ----------- | --------------- | -------------- | ---------------------- | --------------- | -------------------------------------------------------------------------------------- |
| IXe         | 23 juin 1988    | 1er avril 1993 | Freddy Deschaux-Beaume | PS              |                                                                                        |
| Xe          | 2 avril 1993    | 21 avril 1997  | Jean-Claude Asphe,     | RPR,            | Mandat écourté à la suite d'une dissolution parlementaire décidée par Jacques Chirac.  |
| XIe         | 12 juin 1997    | 18 juin 2002   | Catherine Picard,      | PS,             |                                                                                        |
| XIIe        | 19 juin 2002    | 19 juin 2007   | Franck Gilard,         | UMP,            |                                                                                        |
| XIIIe       | 20 juin 2007    | 19 juin 2012   | Franck Gilard          | UMP             |                                                                                        |
| XIVe        | 20 juin 2012    | 20 juin 2017   | Franck Gilard          | UMP             |                                                                                        |
| XVe         | 21 juin 2017    | 21 juin 2022   | Claire O'Petit         | LREM            |                                                                                        |
| XVIe        | 22 juin 2022    | 9 juin 2024    | Timothée Houssin       | RN              | Mandat écourté à la suite d'une dissolution parlementaire décidée par Emmanuel Macron. |
| XVIIe       | 8 juillet 2024  | En cours       | Timothée Houssin       | RN              |                                                                                        |

## Historique des élections

### Élections de 1988
| Candidat       | Candidat                             | Parti          | Premier tour | Premier tour | Second tour | Second tour |  |
| Candidat       | Candidat                             | Parti          | Voix         | %            | Voix        | %           |  |
| -------------- | ------------------------------------ | -------------- | ------------ | ------------ | ----------- | ----------- |  |
|                | Freddy Deschaux-Beaume sortant réélu | PS             | 18 958       | 40,19        | 27 491      | 54,22       |  |
|                | Bernard Tomasini                     | RPR (URC)      | 17 350       | 36,78        | 23 216      | 45,78       |  |
|                | Marcel Larmanou                      | PCF            | 6 175        | 13,09        |             |             |  |
|                | Carl Lang                            | FN             | 4 683        | 9,93         |             |             |  |
|                |                                      |                |              |              |             |             |  |
| Inscrits       | Inscrits                             | Inscrits       | 70 215       | 100,00       | 70 207      | 100,00      |  |
| Abstentions    | Abstentions                          | Abstentions    | 22 153       | 31,55        | 18 255      | 26          |  |
| Votants        | Votants                              | Votants        | 48 062       | 68,45        | 51 952      | 74          |  |
| Blancs et nuls | Blancs et nuls                       | Blancs et nuls | 896          | 1,86         | 1 245       | 2,4         |  |
| Exprimés       | Exprimés                             | Exprimés       | 47 166       | 98,14        | 50 707      | 97,6        |  |

Le suppléant de Freddy Deschaux-Beaume était Jacques Poletti, maire de Vandrimare.

### Élections de 1993
| Candidat       | Candidat              | Parti          | Premier tour | Premier tour | Second tour | Second tour |  |
| Candidat       | Candidat              | Parti          | Voix         | %            | Voix        | %           |  |
| -------------- | --------------------- | -------------- | ------------ | ------------ | ----------- | ----------- |  |
|                | Jean-Claude Asphe élu | RPR            | 20 559       | 40,65        | 26 163      | 67,06       |  |
|                | Bernard Touchagues    | FN             | 8 897        | 17,59        | 12 854      | 32,94       |  |
|                | Pascal Lamy           | PS (ADFP)      | 7 638        | 15,1         |             |             |  |
|                | Marcel Larmanou       | PCF            | 7 457        | 14,75        |             |             |  |
|                | Olivier Bassine       | Les Verts (EÉ) | 3 686        | 7,29         |             |             |  |
|                | Monique Dumont        | LT-LNÉ         | 2 334        | 4,62         |             |             |  |
|                |                       |                |              |              |             |             |  |
| Inscrits       | Inscrits              | Inscrits       | 73 599       | 100,00       | 73 584      | 100,00      |  |
| Abstentions    | Abstentions           | Abstentions    | 20 574       | 27,95        | 25 012      | 33,99       |  |
| Votants        | Votants               | Votants        | 53 025       | 72,05        | 48 572      | 66,01       |  |
| Blancs et nuls | Blancs et nuls        | Blancs et nuls | 2 454        | 4,63         | 9 555       | 19,67       |  |
| Exprimés       | Exprimés              | Exprimés       | 50 571       | 95,37        | 39 017      | 80,33       |  |

Le suppléant de Jean-Claude Asphe était Bernard Tomasini, conseiller général du canton des Andelys. Bernard Tomasini est nommé Préfet de l'Orne en 1994.

### Élections de 1997
| Candidat       | Candidat                  | Parti          | Premier tour | Premier tour | Second tour | Second tour |  |
| Candidat       | Candidat                  | Parti          | Voix         | %            | Voix        | %           |  |
| -------------- | ------------------------- | -------------- | ------------ | ------------ | ----------- | ----------- |  |
|                | Jean-Claude Asphe sortant | RPR            | 14 241       | 28,25        | 21 929      | 40,28       |  |
|                | Bernard Touchagues        | FN             | 10 730       | 21,29        | 9 094       | 16,7        |  |
|                | Catherine Picard élue     | PS             | 10 717       | 21,26        | 23 417      | 43,01       |  |
|                | Marcel Larmanou           | PCF            | 8 937        | 17,73        |             |             |  |
|                | Jean-Marc Merlent         | Les Verts      | 2 841        | 5,64         |             |             |  |
|                | Henri Bonnot              | LDI (MPF)      | 1 580        | 3,13         |             |             |  |
|                | Bernard Sannier           | US4J           | 837          | 1,66         |             |             |  |
|                | Claire Ribadeau-Dumas     | Extrême droite | 525          | 1,04         |             |             |  |
|                | Franck Hamel              | GÉ             | 0            | 0            |             |             |  |
|                |                           |                |              |              |             |             |  |
| Inscrits       | Inscrits                  | Inscrits       | 74 677       | 100,00       | 74 668      | 100,00      |  |
| Abstentions    | Abstentions               | Abstentions    | 21 807       | 29,2         | 18 488      | 24,76       |  |
| Votants        | Votants                   | Votants        | 52 870       | 70,8         | 56 180      | 75,24       |  |
| Blancs et nuls | Blancs et nuls            | Blancs et nuls | 2 462        | 4,66         | 1 740       | 3,1         |  |
| Exprimés       | Exprimés                  | Exprimés       | 50 408       | 95,34        | 54 440      | 96,9        |  |

Le suppléant de Catherine Picard était Michel Heulin, professeur certifié, conseiller municipal de Vernon.

### Élections de 2002
| Candidat       | Candidat                  | Parti            | Premier tour | Premier tour | Second tour | Second tour |  |
| Candidat       | Candidat                  | Parti            | Voix         | %            | Voix        | %           |  |
| -------------- | ------------------------- | ---------------- | ------------ | ------------ | ----------- | ----------- |  |
|                | Franck Gilard élu         | UMP              | 17 554       | 35,59        | 24 291      | 52,97       |  |
|                | Catherine Picard sortante | PS               | 16 329       | 33,11        | 21 570      | 47,03       |  |
|                | Bernard Touchagues        | FN               | 9 418        | 19,1         |             |             |  |
|                | Pierre Vandevoorde        | LCR              | 953          | 1,93         |             |             |  |
|                | Daniel Langlois           | CPNT             | 745          | 1,51         |             |             |  |
|                | Patrice Parent            | LO               | 722          | 1,46         |             |             |  |
|                | Catherine Gibert          | MPF              | 687          | 1,39         |             |             |  |
|                | Joëlle Fontaine           | MHAN             | 660          | 1,34         |             |             |  |
|                | Frédéric Bargain          | Pôle républicain | 525          | 1,06         |             |             |  |
|                | Guillaume Pasquier        | ÉD               | 492          | 1            |             |             |  |
|                | Annette Zonca             | Divers gauche    | 479          | 0,97         |             |             |  |
|                | Françoise Frichot         | MNR              | 426          | 0,86         |             |             |  |
|                | Philippe Guitton          | RCF              | 331          | 0,67         |             |             |  |
|                |                           |                  |              |              |             |             |  |
| Inscrits       | Inscrits                  | Inscrits         | 79 700       | 100,00       | 79 693      | 100,00      |  |
| Abstentions    | Abstentions               | Abstentions      | 29 224       | 36,67        | 31 920      | 40,05       |  |
| Votants        | Votants                   | Votants          | 50 476       | 63,33        | 47 773      | 59,95       |  |
| Blancs et nuls | Blancs et nuls            | Blancs et nuls   | 1 155        | 2,29         | 1 912       | 4           |  |
| Exprimés       | Exprimés                  | Exprimés         | 49 321       | 97,71        | 45 861      | 96          |  |

La suppléante de Franck Gilard était Brigitte Lidôme, conseillère régionale de Haute-Normandie de 1998 à 2010, première adjointe au maire de Vernon.

### Élections de 2007
| Candidat       | Candidat                    | Parti          | Premier tour | Premier tour | Second tour | Second tour |  |
| Candidat       | Candidat                    | Parti          | Voix         | %            | Voix        | %           |  |
| -------------- | --------------------------- | -------------- | ------------ | ------------ | ----------- | ----------- |  |
|                | Franck Gilard sortant réélu | UMP            | 21 766       | 43,28        | 26 957      | 56,18       |  |
|                | Catherine Picard            | PS             | 11 599       | 23,06        | 21 024      | 43,82       |  |
|                | Marcel Larmanou             | PCF            | 4 304        | 8,56         |             |             |  |
|                | Bernard Touchagues          | FN             | 3 778        | 7,51         |             |             |  |
|                | Franck Langlois             | UDF–MoDem      | 3 714        | 7,38         |             |             |  |
|                | Véronique Jullien-Mitsieno  | Les Verts      | 1 094        | 2,18         |             |             |  |
|                | Claude Bourgeois            | LCR            | 1 043        | 2,07         |             |             |  |
|                | Catherine Gibert            | MPF            | 818          | 1,63         |             |             |  |
|                | Annick Olivier              | CPNT           | 579          | 1,15         |             |             |  |
|                | Joëlle Fontaine             | MHAN           | 521          | 1,04         |             |             |  |
|                | Patrice Parent              | LO             | 416          | 0,83         |             |             |  |
|                | Didier Tarte                | Divers         | 346          | 0,69         |             |             |  |
|                | Nelly Cauchoix              | MNR            | 315          | 0,63         |             |             |  |
|                |                             |                |              |              |             |             |  |
| Inscrits       | Inscrits                    | Inscrits       | 84 999       | 100,00       | 85 006      | 100,00      |  |
| Abstentions    | Abstentions                 | Abstentions    | 33 596       | 39,53        | 35 381      | 41,62       |  |
| Votants        | Votants                     | Votants        | 51 403       | 60,47        | 49 625      | 58,38       |  |
| Blancs et nuls | Blancs et nuls              | Blancs et nuls | 1 110        | 2,16         | 1 644       | 3,31        |  |
| Exprimés       | Exprimés                    | Exprimés       | 50 293       | 97,84        | 47 981      | 96,69       |  |

La suppléante de Franck Gilard était Brigitte Lidôme.

### Élections de 2012
| Candidat       | Candidat                    | Parti          | Premier tour | Premier tour | Second tour | Second tour |  |
| Candidat       | Candidat                    | Parti          | Voix         | %            | Voix        | %           |  |
| -------------- | --------------------------- | -------------- | ------------ | ------------ | ----------- | ----------- |  |
|                | Franck Gilard sortant réélu | UMP            | 16 429       | 32,92        | 22 294      | 60,41       |  |
|                | Jean-Michel Dubois          | RBM (FN)       | 9 985        | 20,01        | 14 608      | 39,59       |  |
|                | Jérôme Bourlet de la Vallée | EÉLV (PS)      | 6 439        | 12,90        |             |             |  |
|                | Hélène Segura               | diss. PS       | 5 884        | 11,79        |             |             |  |
|                | Anne Mansouret              | diss. PS       | 4 618        | 9,25         |             |             |  |
|                | Jean-Luc Lecomte            | FG (PCF)       | 3 289        | 6,59         |             |             |  |
|                | Joëlle Fontain              | LT-LNÉ         | 858          | 1,72         |             |             |  |
|                | Claire O'Petit              | CpF (MoDem)    | 814          | 1,63         |             |             |  |
|                | François Leve               | DLR            | 547          | 1,10         |             |             |  |
|                | Carl Lang                   | PDF            | 544          | 1,09         |             |             |  |
|                | Alain Luguet                | LO             | 247          | 0,49         |             |             |  |
|                | Viviane Horvais             | NPA            | 245          | 0,49         |             |             |  |
|                |                             |                |              |              |             |             |  |
| Inscrits       | Inscrits                    | Inscrits       | 87 236       | 100,00       | 87 231      | 100,00      |  |
| Abstentions    | Abstentions                 | Abstentions    | 36 526       | 41,87        | 43 649      | 50,04       |  |
| Votants        | Votants                     | Votants        | 50 710       | 58,13        | 43 582      | 49,96       |  |
| Blancs et nuls | Blancs et nuls              | Blancs et nuls | 811          | 1,6          | 6 680       | 15,33       |  |
| Exprimés       | Exprimés                    | Exprimés       | 49 899       | 98,4         | 36 902      | 84,67       |  |

Malgré l'accord électoral passé entre le PS et EELV et la présentation d'une candidature commune, Anne Mansouret et Hélène Segura décident de se présenter comme dissidentes PS.
Le suppléant de Franck Gilard était Sébastien Lecornu, chef d'entreprise à Vernon.

### Élections de 2017
Député sortant : Franck Gilard (Les Républicains), ne se représente pas.
Les élections législatives françaises de 2017 ont lieu les dimanches 11 et 18 juin 2017.
|                                                                         |                                                                                 |                           |                           |                          |                          |
|                                                                         |                                                                                 | Premier tour 11 juin 2017 | Premier tour 11 juin 2017 | Second tour 18 juin 2017 | Second tour 18 juin 2017 |
|                                                                         |                                                                                 |                           |                           |                          |                          |
|                                                                         |                                                                                 | Nombre                    | % des inscrits            | Nombre                   | % des inscrits           |
| Inscrits                                                                | Inscrits                                                                        | 88 480                    | 100,00                    | 88 484                   | 100,00                   |
| Abstentions                                                             | Abstentions                                                                     | 45 583                    | 51,52                     | 50 673                   | 57,27                    |
| Votants                                                                 | Votants                                                                         | 42 897                    | 48,48                     | 37 811                   | 42,73                    |
|                                                                         |                                                                                 |                           | % des votants             |                          | % des votants            |
| Bulletins blancs                                                        | Bulletins blancs                                                                | 769                       | 1,79                      | 3 117                    | 8,24                     |
| Bulletins nuls                                                          | Bulletins nuls                                                                  | 227                       | 0,53                      | 1 106                    | 2,93                     |
| Suffrages exprimés                                                      | Suffrages exprimés                                                              | 41 901                    | 97,68                     | 33 588                   | 88,83                    |
|                                                                         |                                                                                 |                           |                           |                          |                          |
| Candidat Étiquette politique (partis et alliances)                      | Candidat Étiquette politique (partis et alliances)                              | Voix                      | % des exprimés            | Voix                     | % des exprimés           |
|                                                                         |                                                                                 |                           |                           |                          |                          |
|                                                                         | Claire O'Petit La République en marche !                                        | 11 965                    | 28,56                     | 18 804                   | 55,98                    |
|                                                                         | Vincent Taillieu Front national                                                 | 9 039                     | 21,57                     | 14 784                   | 44,02                    |
|                                                                         | Alexandre Rassaërt Les Républicains (Union des démocrates et indépendants)      | 8 289                     | 19,78                     |                          |                          |
|                                                                         | Pierre Zimmermann La France insoumise                                           | 4 414                     | 10,53                     |                          |                          |
|                                                                         | Martine Seguela Parti socialiste                                                | 3 197                     | 7,63                      |                          |                          |
|                                                                         | Joëlle Fontaine Écologiste (Confédération pour l'homme, l'animal et la planète) | 882                       | 2,10                      |                          |                          |
|                                                                         | Michael Barton Debout la France                                                 | 853                       | 2,04                      |                          |                          |
|                                                                         | Liliane Bernini Parti communiste français                                       | 709                       | 1,69                      |                          |                          |
|                                                                         | Joëlle Graebling Divers (Mouvement 100 %)                                       | 511                       | 1,22                      |                          |                          |
|                                                                         | Carl Lang Extrême droite (Union des Patriotes - Parti de la France)             | 455                       | 1,09                      |                          |                          |
|                                                                         | Karine Ventura Divers (Parti animaliste)                                        | 417                       | 1,00                      |                          |                          |
|                                                                         | Anne-Marie Colin Lutte ouvrière                                                 | 404                       | 0,96                      |                          |                          |
|                                                                         | Patrick Delattre Divers (Union populaire républicaine)                          | 321                       | 0,77                      |                          |                          |
|                                                                         | Amor Louhichi Divers droite (Union des démocrates et indépendants diss.)        | 294                       | 0,70                      |                          |                          |
|                                                                         | Dominique Dos Santos Divers droite (Résistons)                                  | 151                       | 0,36                      |                          |                          |
| Source : Ministère de l'Intérieur - Cinquième circonscription de l'Eure |                                                                                 |                           |                           |                          |                          |

Le suppléant de Claire O'Petit était Fabrice Le Naour, maire de Chauvincourt-Provemont.

### Élections de 2022
Les élections législatives françaises de 2022 ont lieu les dimanches 12 et 19 juin 2022.
| Candidat                 | Candidat                 | Parti et coalition       | Nuance                   | Premier tour | Premier tour | Second tour | Second tour |
| Candidat                 | Candidat                 | Parti et coalition       | Nuance                   | Voix         | %            | Voix        | %           |
| ------------------------ | ------------------------ | ------------------------ | ------------------------ | ------------ | ------------ | ----------- | ----------- |
|                          | Timothée Houssin         | RN                       | RN                       | 12 555       | 29,23        | 19 654      | 50,63       |
|                          | François Ouzilleau       | LREM (ENS)               | ENS                      | 11 912       | 27,73        | 19 165      | 49,37       |
|                          | Pierre-Yves Jourdain     | EÉLV (NUPES)             | NUP                      | 8 958        | 20,85        |             |             |
|                          | David Daverton           | LR (UDC)                 | LR                       | 3 496        | 8,14         |             |             |
|                          | François Bonnet          | REC                      | REC                      | 2 286        | 5,32         |             |             |
|                          | Joëlle Fontaine          | MHAN                     | ECO                      | 1 389        | 3,23         |             |             |
|                          | Martine Rabier           | PA                       | ECO                      | 820          | 1,91         |             |             |
|                          | Karl Toquard             | DLF (UPF)                | DSV                      | 675          | 1,57         |             |             |
|                          | Delphine Blitman         | LO                       | DXG                      | 534          | 1,24         |             |             |
|                          | Fatoumata Niakaté        | SE                       | DXD                      | 330          | 0,77         |             |             |
|                          |                          |                          |                          |              |              |             |             |
| Votes valides            | Votes valides            | Votes valides            | Votes valides            | 42 955       | 97,98        | 38 819      | 91,87       |
| Votes blancs             | Votes blancs             | Votes blancs             | Votes blancs             | 675          | 1,54         | 2 764       | 6,54        |
| Votes nuls               | Votes nuls               | Votes nuls               | Votes nuls               | 210          | 0,48         | 669         | 1,58        |
| Total                    | Total                    | Total                    | Total                    | 43 840       | 100          | 42 252      | 100         |
| Abstention               | Abstention               | Abstention               | Abstention               | 45 716       | 51,05        | 47 324      | 52,83       |
| Inscrits / participation | Inscrits / participation | Inscrits / participation | Inscrits / participation | 89 556       | 48,95        | 89 576      | 47,17       |

La suppléante de Timothée Houssin était Laura Ponty.

### Élections de 2024
Les élections législatives françaises de 2024 ont lieu les dimanches 30 juin et 7 juillet 2024.
| Candidat                 | Candidat                 | Parti et coalition       | Nuance                   | Premier tour | Premier tour | Second tour | Second tour |
| Candidat                 | Candidat                 | Parti et coalition       | Nuance                   | Voix         | %            | Voix        | %           |
| ------------------------ | ------------------------ | ------------------------ | ------------------------ | ------------ | ------------ | ----------- | ----------- |
|                          | Timothée Houssin         | RN                       | RN                       | 26 600       | 45,26        | 29 388      | 51,14       |
|                          | Frédéric Duché           | HOR (ENS)                | ENS                      | 14 332       | 24,39        | 28 033      | 48,86       |
|                          | Pierre-Yves Jourdain     | LÉ (NFP)                 | UG                       | 12 506       | 21,28        | Retrait     | Retrait     |
|                          | David Daverton           | LR                       | LR                       | 3 233        | 5,50         |             |             |
|                          | Christian Mazure         | DVD                      | DVD                      | 911          | 1,55         |             |             |
|                          | Delphine Blitman         | LO                       | EXG                      | 671          | 1,14         |             |             |
|                          | Ludovic Beaujouan        | DIV                      | DIV                      | 517          | 0,88         |             |             |
|                          | Colin Prévoteau Du Clary | DLF                      | DVD                      | 2            | 0,00         |             |             |
|                          |                          |                          |                          |              |              |             |             |
| Votes valides            | Votes valides            | Votes valides            | Votes valides            | 58 772       | 97,64        | 57 371      | 95,39       |
| Votes blancs             | Votes blancs             | Votes blancs             | Votes blancs             | 1 060        | 1,76         | 2 145       | 3,57        |
| Votes nuls               | Votes nuls               | Votes nuls               | Votes nuls               | 357          | 0,59         | 625         | 1,04        |
| Total                    | Total                    | Total                    | Total                    | 60 193       | 100          | 60 141      | 100         |
| Abstention               | Abstention               | Abstention               | Abstention               | 29 617       | 32,98        | 29 685      | 33,05       |
| Inscrits / participation | Inscrits / participation | Inscrits / participation | Inscrits / participation | 89 810       | 67,02        | 89 826      | 66,95       |

Le suppléant de Timothée Houssin est Dylan Cauvin, de Vernon.

#### Département de l'Eure
- La fiche de l'INSEE de cette circonscription : « Tableaux et Analyses de la cinquième circonscription de l'Eure », sur insee.fr, site de l'Institut national de la statistique et des études économiques (consulté le 10 juin 2007) [PDF]

- « Tous les députés du département de l'Eure depuis 1789 », sur assemblee-nationale.fr, site de l'Assemblée nationale française (consulté le 10 juin 2007)

- « Informations contentieuses sur le département de l'Eure (Élections législatives de 2002) », sur conseil-constitutionnel.fr, site du Conseil constitutionnel (version du 29 septembre 2007 sur Internet Archive)

#### Circonscriptions en France
- « Carte des circonscriptions législatives en France », sur assemblee-nationale.fr, site de l'Assemblée nationale française (consulté le 10 juin 2007)

- « Résultats électoraux officiels en France », sur interieur.gouv.fr, site du ministère de l'Intérieur (France) (version du 14 juin 2007 sur Internet Archive)

- Description et Atlas des circonscriptions électorales de France sur http://www.atlaspol.com, Atlaspol, site de cartographie géopolitique, consulté le 13 juin 2007.